# Griposia aprilina
Espèce
Griposia aprilina, la Runique, est une espèce de lépidoptères (papillons) de la famille des Noctuidae et de la sous-famille des Noctuinae.
Les Anglo-Saxons appellent ce papillon " Merveille du jour ".

## Taxonomie
Pour certains auteurs, le genre Griposia est considéré comme sous-genre du genre Dichonia ; le nom de l'espèce est alors Dichonia (Griposia) aprilina.

## Distribution
Espèce répandue en Europe bien que localisée ; en France, presque partout dans les endroits boisés.

## Écologie
La chenille, de mœurs nocturnes, se nourrit sur les chênes, les frênes et divers arbres fruitiers ; il n'y a qu'une génération par an. La nymphose a lieu dans le sol, dans de grands cocons dissimulés parmi les racines. L'émergence du papillon a généralement lieu en septembre-octobre.  